# Ashley Crow
Ashley Crow (Birmingham, 25 agosto 1960) è un'attrice statunitense.

## Biografia
Nasce a Birmingham in Alabama e frequenta l'Università dell'Alabama nella quale si laurea nel 1982. Debutta nel 1986 nella soap opera Così gira il mondo con il ruolo di Beatrice McKechnie. Da quel momento appare in numerose serie televisive tra cui Un giustiziere a New York, Law & Order - I due volti della giustizia, Il tocco di un angelo, Nip/Tuck e The Mentalist. Nel 1993 debutta sul grande schermo in L'innocenza del diavolo di Joseph Ruben e appare in Minority Report diretto da Steven Spielberg. Nel 2011 entra nel cast fisso della serie televisiva della CW The Secret Circle interpretando Jane Blake.

## Filmografia

### Cinema
- L'innocenza del diavolo (The Good Son), regia di Joseph Ruben (1993)
- Un lavoro da grande (Little Big League), regia di Andrew Scheinman (1994)
- Mente criminale (True Crime), regia di Pat Verducci (1996) - non accreditata
- The Cracker Man, regia di Rudy Gaines (1999)
- Minority Report, regia di Steven Spielberg (2002)
- Catalina View, regia di Paul Gay - cortometraggio (2004)
- Cake, regia di Daniel Barnz (2014)

### Televisione
- Così gira il mondo (As the World Turns) – serie TV (1986-1987)
- Un giustiziere a New York (The Equalizer) – serie TV, episodio 3x04 (1987)
- Probe – serie TV, 7 episodi (1988)
- Blue Bayou, regia di Karen Arthur - film TV (1990)
- Kojak: None So Blind, regia di Alan Metzger - film TV (1990)
- L'anima del diavolo (Final Verdict), regia di Jack Fisk - film TV (1991)
- Jackie (A Woman Named Jackie), regia di Larry Peerce – miniserie TV (1991)
- Law & Order - I due volti della giustizia (Law & Order) – serie TV, episodio 2x09 (1991)
- Middle Ages – serie TV (1992)
- Appello finale (Final Appeal), regia di Eric Till - film TV (1993)
- Because Mommy Works, regia di Robert Markowitz - film TV (1994)
- Never Give Up: The Jimmy V Story, regia di Marcus Cole - film TV (1996)
- Champs – serie TV, 12 episodi (1996)
- Dark Angel, regia di Robert Iscove - film TV (1996)
- Il tocco di un angelo (Touched by an Angel) – serie TV, episodio 3x08 (1996)
- Ultime dal cielo (Early Edition) – serie TV, episodio 1x08 (1996)
- Cracker – serie TV, episodio 1x13 (1999)
- Turks – serie TV, 13 episodi (1999)
- Silk Hope, regia di Kevin Dowling - film TV (1999)
- Tutti amano Raymond (Everybody Loves Raymond) – serie TV, episodio 4x06 (1999)
- Going Home, regia di Ian Barry - film TV (2000)
- Cinque in famiglia (Party of Five) – serie TV, episodi 6x23-6x24 (2000)
- Dark Angel – serie TV, episodio 1x14 (2001)
- Squadra Med - Il coraggio delle donne (Strong Medicine) – serie TV, episodio 3x06 (2002)
- Dragnet – serie TV, episodio 1x01 (2003)
- Nip/Tuck – serie TV, episodio 2x05 (2004)
- American Dreams – serie TV, episodi 3x01-3x02 (2004)
- The Mentalist – serie TV, episodio 1x22 (2009)
- Heroes – serie TV, 40 episodi (2006-2010)
- In Plain Sight - Protezione testimoni (In Plain Sight) – serie TV, episodio 3x06 (2010)
- Grey's Anatomy – serie TV, episodio 7x02 (2010)
- The Secret Circle – serie TV, 11 episodi (2011-2012)
- Supernatural - serie TV, episodio 9x19 (2014)